# 板鳃亚纲
板鳃亞綱（學名：Elasmobranchii）屬於软骨鱼纲，包括鯊魚和鰩。鱼鳃是板状，鳃裂 5-7 对，鳃间隔宽大。体外是盾鳞或光滑，雄性腹鳍转化为鰭足，沒有魚鰾，仰賴富含油脂的魚肝維持浮力。
最早的板鰓亞綱公认化石發現於志留紀，現存大部分的目多在侏儸紀之后出現。許多早期种类在二疊紀末期中絕種，也因此導致在侏儸紀時發生輻射適應。

## 描述
板鰓亞綱為軟骨魚綱下的兩個亞綱之一，另一個為全頭亞綱（銀鮫）。鳃裂 5-7 对，体外是盾鳞，沒有魚鰾，眼睛具有脈絡膜層，雄性腹鰭特化為鰭足。板鰓亞綱遍佈於熱帶與溫帶的水域中。
許多魚類仰賴魚鰾維持浮力，但沒有魚鰾的板鰓亞綱物種則透過富含油脂的魚肝來維持浮力。這些油脂在食物短少時也能作為暫時的營養來源。其中深海鯊魚的肝重量可達體重 20%，常被視為是漁業捕獲的目標。

## 演化歷程
目前最早已知確認屬於板鰓亞綱總群的演化支為亮齒鯊屬，生存於約3.83億年前的中泥盆紀（晚吉維特期）時期。其他較著名的板鰓亞綱總群演化支，如櫛棘鯊目與弓鯊目，則是於晚泥盆紀（法門期）出現。
石炭紀時期，部分櫛棘鯊目物種體長已可達7（23英尺），與現存的大白鯊相當。在石炭紀及二疊紀時期，異刺鯊目同時活躍於淡水及海洋生態系，直到三疊紀物種多樣性才逐漸遞減。弓鯊目在二疊紀時期具有十分高的物種豐富度，且直到三疊紀至早侏儸紀時期前都是由弓鯊目占了板鰓亞綱物種的大多數，牠們同樣也同時活躍於淡水及海洋生態系中。
三疊紀時期，狹義的板鰓亞綱（新鯊類，包含了現存的鯊總目及鰩總目）出現，但牠們一直到早侏儸紀才逐漸多樣化，現存的鯊魚及鰩魚演化支也大多是於此時出現。與此相反的是，弓鯊目的物種豐富度卻是隨著時間遞減，直到晚侏儸紀時，在海洋中已幾乎不存在弓鯊目的物種，但牠們於淡水環境中直到白堊紀時期仍十分常見，目前已知最後的弓鯊目物種存到了白堊紀晚期。

## 分类
本亚纲现存种类主要有两大类：鲨类和鳐类，分为如下各目：
- 鲨总目 Selachimorpha
  - 六鳃鲨目 Hexanchiformes
  - 虎鲨目 Heterodontiformes
  - 鬚鮫目 Orectolobiformes
  - 鼠鲨目 Lamniformes
  - 真鲨目 Carcharhiniformes（白眼鮫目）
  - 角鲨目 Squaliformes
  - 扁鲨目 Squatiniformes
  - 锯鲨目 Pristiophoriformes
- 鳐总目 Batoidea（魟总目）
  - 鳐目 Rajiformes
  - 电鳐目 Torpediniformes
  - 犁头鳐目 Rhinopristiformes
  - 燕魟目 Myliobatiformes

包括已灭绝种类的分类：
- †Plesioselachus
- †似扁鲨目 Squatinactiformes
- †原尖齿鲨目 Protacrodontiformes
- †异棘鲨总目 Xenacanthimorpha
  - †异棘鲨目 Xenacanthiformes
- 鲨鳐下纲 Euselachii
  - †栉棘鲨目 Ctenacanthiformes
  - †弓鲛目 Hybodontiformes
  - 新鲨类 Neoselachii
    - †古鳍棘鲨目 Synechodontiformes
    - 鲨总目 Selachimorpha
      - 六鳃鲨目 Hexanchiformes
      - 虎鲨目 Heterodontiformes
      - 鬚鮫目 Orectolobiformes
      - 鼠鲨目 Lamniformes
      - 真鲨目 Carcharhiniformes（白眼鮫目）
      - 角鲨目 Squaliformes
      - 扁鲨目 Squatiniformes
      - 锯鲨目 Pristiophoriformes
      - †目 Protospinaciformes

    - 鳐总目 Batoidea（魟总目）
      - 鳐目 Rajiformes
      - 电鳐目 Torpediniformes
      - 犁头鳐目 Rhinopristiformes
      - 燕魟目 Myliobatiformes
      - †硬尖犁头鳐目 Sclerorhynchiformes

其他：
- † Aellopobatis 属
  - Aellopobatis bavarica Türtscher, Jambura, Villalobos-Segura, López-Romero, Underwood, Thies, Lauer, Lauer & Kriwet, 2024[16]